# Metamorfopsia

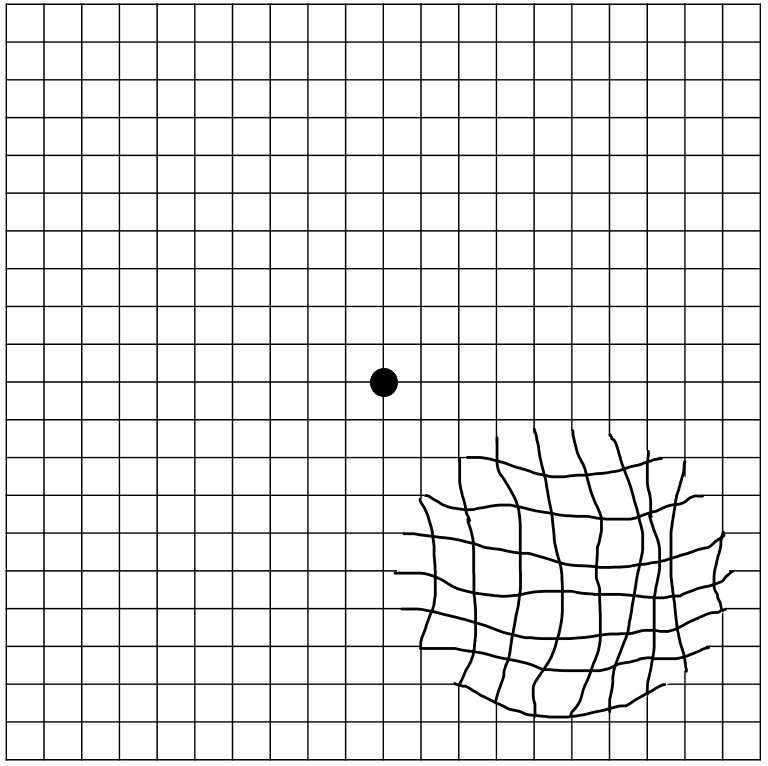
La cuadrícula de Amsler que muestra la percepción visual del ojo izquierdo de una persona que experimenta metamorfopsia (las líneas rectas parecen dobladas o curvas)

La  metamorfopsia, consiste en percibir con ondulaciones las líneas que son rectas en condiciones normales. Además de las líneas rectas, los pacientes que la sufren también distorsionan las formas y tamaños de las cosas o de las personas a las que miran. Se da con frecuencia en las afecciones de coroides y retina; también en delirios febriles y epilepsia. De igual manera en degeneraciones maculares.

## Causas
La metamorfopsia puede aparecer en muchas enfermedades del ojo que afecten al coroides, retina y mácula , algunas de ellas son:
- Degeneración macular relacionada con la edad
- Membrana epirretiniana y tracción vitreomacular
- Desprendimiento de vítreo posterior
- Agujero macular